# Saropogon dispar
Saropogon dispar är en tvåvingeart som beskrevs av Daniel William Coquillett 1902. Saropogon dispar ingår i släktet Saropogon och familjen rovflugor. Inga underarter finns listade i Catalogue of Life.